# Airbus A380
Airbus A380 là chiếc máy bay phản lực thân rộng hai tầng, bốn động cơ, hai lối đi  thứ hai và là máy bay vận tải hành khách lớn nhất trên thế giới đến thời điểm hiện tại do Airbus phát triển. Do kích thước đồ sộ nên phải nâng cấp những sân bay quốc tế mà nó đến để có thể tiếp nhận nó mà không gặp phải bất kỳ sự cố nào. Dự án ban đầu được đặt tên là Airbus A3XX và được thiết kế để cạnh tranh trực tiếp với Boeing 747 trong thị trường máy bay thân rộng. A380 bay chuyến đầu tiên vào ngày 27 tháng 4 năm 2005, và đi vào khai khác thương mại từ tháng 10 năm 2007 bởi Singapore Airlines.
Chiếc Airbus A380 có tầng trên kéo dài toàn bộ chiều dài của thân máy bay, đồng thời nó có chiều ngang tương đương với một chiếc máy bay thân rộng bất kỳ nào. Nhờ vậy, A380-800 có khoang cabin rộng rãi với diện tích sử dụng 550 m², nhiều hơn 40% so với chiếc máy bay lớn thứ hai là chiếc Boeing 747-8, và có thể đạt sức chứa 525 người trong cấu hình tiêu chuẩn với ba hạng ghế hoặc 853 người trong cấu hình một hạng ghế. A380-800 có tầm bay xa lên đến 15.700 km, đủ để bay không nghỉ từ Dallas đến Sydney, với tốc độ bay ổn định vào khoảng Mach 0.85 (khoảng 900 km/h, 560 mph hay 490 knots với độ cao bay ổn định).
Tính đến tháng 11 năm 2016, Airbus đã nhận được 319 đơn đặt hàng và đã giao 200 máy bay; trong đó Emirates là hãng hàng không có nhiều chiếc A380 trong đội bay nhất, với 142 đơn đặt hàng và 100 chiếc đã giao.
Vào 14/02/2019, Airbus tuyên bố dừng chương trình A380 vô thời hạn do không có đơn đặt hàng nào mới cả. Điều đáng tiếc hơn là Emirates đã hủy bỏ đơn hàng 150 chiếc xuống chỉ còn 123 chiếc và giao từ đây đến hết năm 2021 và chuyển đổi sang 50 chiếc A350 của chính Airbus thay vì là 30 chiếc A350 và 20 chiếc A330neo theo một tuyên bố chính thức của phát ngôn viên đại diện hãng Emirates tại Dubai Airshow vào năm 2019.

## Phát triển

### Bối cảnh
Mùa hè năm 1988, một nhóm kỹ sư của hãng Airbus đứng đầu là Jean Roeder đã bí mật phát triển một loại máy bay chở khách sức chứa lớn, với hai mục tiêu là để hoàn thiện các phân khúc máy bay của Airbus cũng như để đánh đổ sự thống trị của Boeing trong thị trường này từ thập niên 1970 với những chiếc 747. Cũng trong thời điểm này, McDonnell Douglas không thành công trong việc thương mại hóa mẫu máy bay hai tầng MD-12. Roeder được cho phép tiếp tục nghiên cứu mẫu máy bay sau bài thuyết trình chính thức tới Chủ tịch và Giám đốc điều hành của hãng vào tháng 6 năm 1990. Dự án được công bố tại Farnborough Air Show năm 1990, với mục tiêu được nêu là sẽ giảm bớt 15% chi phí vận hành so với Boeing 747-400. Airbus đã tổ chức bốn nhóm thiết kế, từ bốn đối tác của nó là Aérospatiale, British Aerospace, Deutsche Aerospace AG và CASA, cùng nghiên cứu và đề xuất những công nghệ tiên tiến nhất để áp dụng cho mẫu máy bay mới trong tương lai. Các mẫu thiết kế được trình bày trong năm 1992 và những thiết kế xuất sắc nhất đã được áp dụng.
Tháng 1 năm 1993, Boeing và một số công ty trong tập đoàn Airbus bắt đầu nghiên cứu và phát triển chung một mẫu siêu máy bay chở khách cỡ lớn nhằm mục tiêu hình thành một quan hệ đối tác để chia sẻ thị trường hạn chế. Nghiên cứu bị hủy bỏ hai năm sau đó khi mối quan tâm của Boeing giảm sút bởi các chuyên gia nhận định rằng một sản phẩm lớn như vậy sẽ vượt quá mức chi phí phát triển dự tính là 15 tỉ đô la. Mặc dù chỉ có hai hãng hàng không tỏ ra hứng thú với việc mua chiếc máy bay được giới thiệu, Airbus vẫn theo đuổi dự án máy bay siêu lớn của mình. Các nhà phân tích suy đoán rằng Boeing, thay vào đó, sẽ tiếp tục kéo dài thiết kế chiếc 747 của mình, và rằng việc di chuyển bằng đường hàng không đã thay đổi từ mô hình hub-and-spoke vốn tập trung lượng hành khách vào những chiếc máy bay lớn sang những chuyến bay thẳng thực hiện bởi những chiếc máy bay nhỏ hơn.

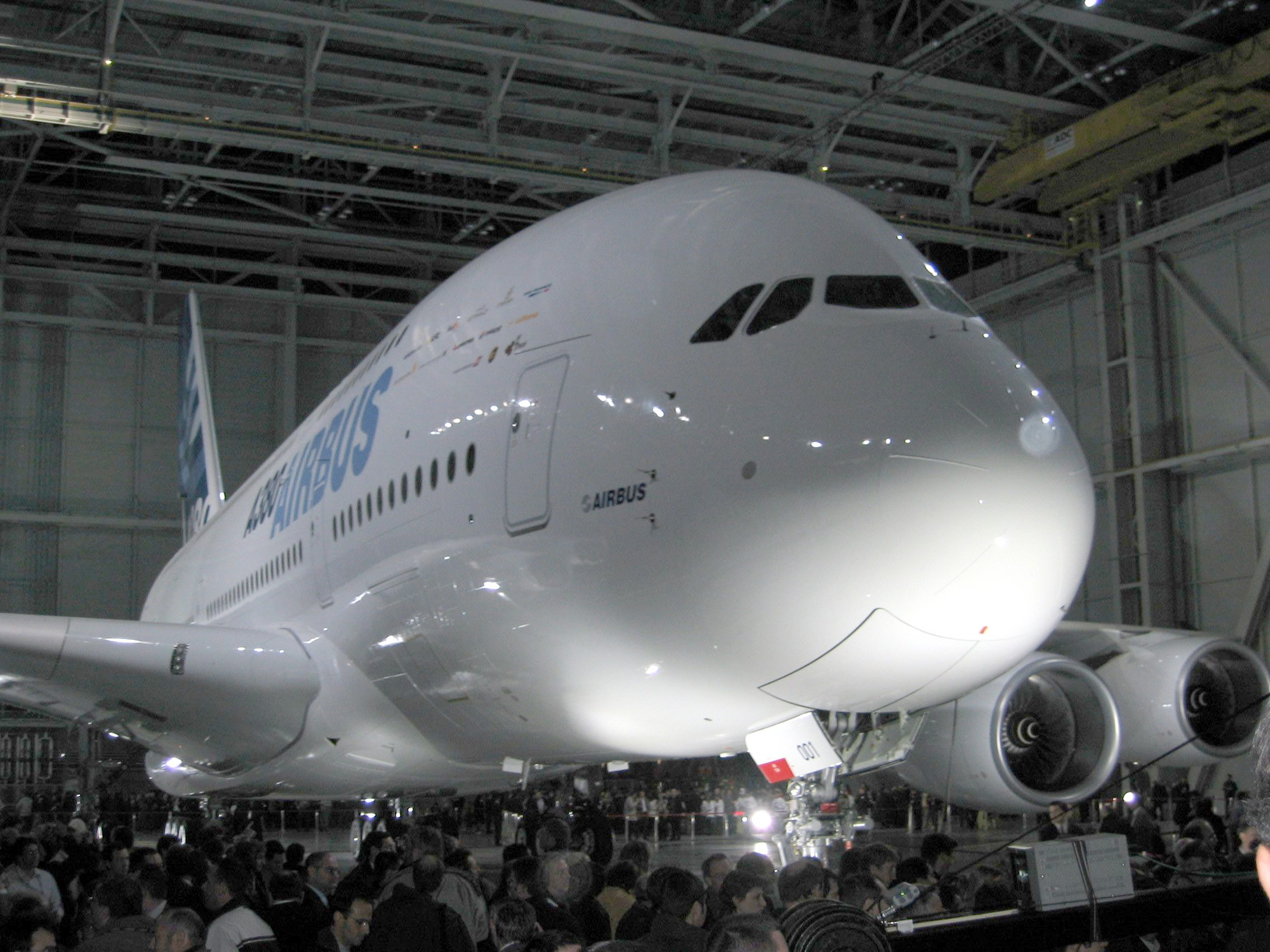
Chiếc máy bay A380 hoàn chỉnh đầu tiên tại sự kiện "A380 Reveal" ở Toulouse, Pháp, ngày 18 tháng 1 năm 2005

Vào tháng 6 năm 1994, Airbus công bố kế hoạch phát triển một mẫu máy bay chở khách cỡ lớn, gọi tên là A3XX. Airbus đã nghiên cứu một số mẫu thiết kế, bao gồm cả một mẫu khá khác thường trong đó kết hợp phần thân của hai chiếc A340, mẫu máy bay phản lực lớn nhất của Airbus tại thời điểm đó. Chiếc A3XX được đặt mục tiêu sẽ đối đầu với mẫu máy bay kế nhiệm chiếc 747 của Boeing. Từ năm 1997 đến 2000, trong lúc cuộc khủng hoảng tài chính châu Á phủ bóng đen lên thị trường toàn cầu, Airbus đã tinh chỉnh lại thiết kế của mình với mục tiêu giảm từ 15–20% chi phí vận hành so với chiếc Boeing 747-400. Thiết kế A3XX bao gồm hai tầng, cho phép chuyên chở được nhiều hành khách hơn so với thiết kế một tầng truyền thống, tiếp tục giữ lại mô hình vận chuyển hub-and-spoke thay vì mô hình từ-điểm-đến-điểm của Boeing với chiếc Boeing 777, sau khi tiến hành một cuộc nghiên cứu sâu rộng với hơn 200 cuộc khảo sát nhóm. Mặc dù trong một số chiến dịch tiếp thị ban đầu, các hình vẽ mặt cắt chiếc máy bay hé lộ khả năng nó sẽ được trang bị cửa hàng miễn thuế, nhà hàng, phòng tập thể hình, sòng bạc và các thẩm mỹ viện nhưng với thực tế và tính kinh tế trong hàng không, những tiện nghi đó không xuất hiện trên chiếc máy bay hoàn chỉnh.
Ngày 19 tháng 12 năm 2000, ban giám sát của Airbus nhất trí khởi động chương trình trị giá 8,8 tỷ Euro để lắp ráp chiếc máy bay A3XX, đã đổi tên thành A380, với 50 đơn đặt hàng từ 6 hãng hàng không khai trương. Cái tên A380 phá vỡ quy tắc đặt tên tăng dần đều của các dòng máy bay Airbus trước đây, từ A300 đến A350. Con số 8 được chọn bởi vì nó tượng trưng cho thiết kế hai tầng, và ở một số nước châu Á mà nó được tiếp thị, số 8 là con số may mắn. Thiết kế chiếc máy bay được hoàn tất vào đầu năm 2001, và quá trình sản xuất phần cánh chiếc A380 đầu tiên bắt đầu vào ngày 23 tháng 1 năm 2002. Chi phí phát triển chiếc A380 đã tăng từ 11 tỷ lên 14 tỷ khi chiếc máy bay đầu tiên hoàn thành.

### Chi phí phát triển

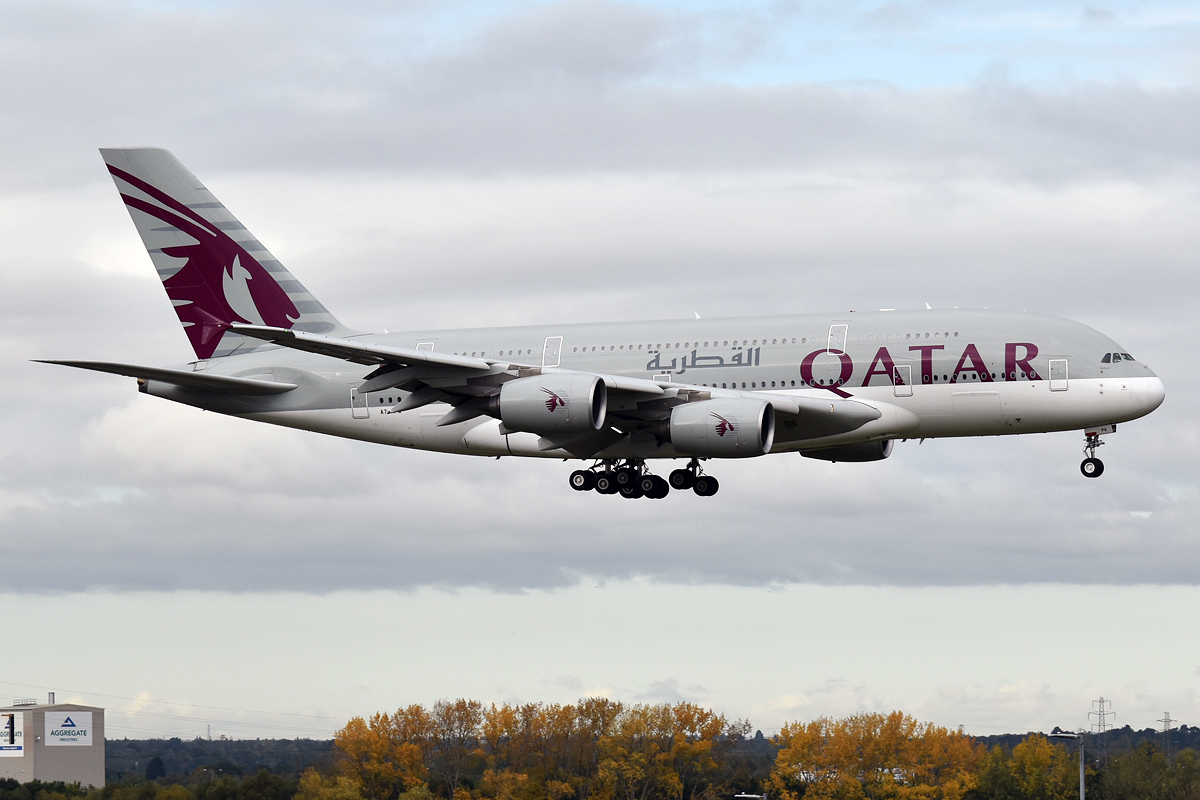

Vào năm 2000, Airbus dự kiến chi phí phát triển là 9,5 tỷ euro. Năm 2004, Airbus ước tính sẽ cần thêm 1,5 tỷ € (2 tỷ USD), tổng chi phí phát triển lên tới 10,3 tỷ € (12,7 tỷ USD). Năm 2006, Airbus ngừng công bố chi phí báo cáo của mình sau khi đạt chi phí 10,2 tỷ euro và sau đó họ trích lập thêm 4,9 tỷ euro, sau những khó khăn về hệ thống cáp điện và hai năm trì hoãn với tổng số tiền ước tính là 18 tỷ euro.
Năm 2014, ước tính chi phí phát triển loại máy bay này là 25 tỷ đô la (16 tỷ bảng Anh, 18,9 tỷ euro).Tới năm 2015, Airbus cho biết chi phí phát triển là 15 tỷ euro (11,4 tỷ bảng Anh, 16,64 tỷ USD), mặc dù các nhà phân tích tin rằng con số này có thể cao hơn ít nhất 5 tỷ euro (5,55 tỷ USD) với tổng số 20 tỷ euro (22,19 tỷ USD). Năm 2016, chi phí phát triển A380 ước tính khoảng 25 tỷ USD trong 15 năm, 25–30 tỷ USD, hay 25 tỷ Euro (28 tỷ USD).
Để bắt đầu chương trình vào năm 2000, chính phủ Pháp, Đức và Anh đã cho Airbus vay 3,5 tỷ euro và các khoản ứng trước có hoàn lại lên tới 5,9 tỷ euro (7,3 tỷ USD). Vào tháng 2 năm 2018, sau khi Emirates đặt hàng đảm bảo sản xuất chương trình không sinh lãi trong 10 năm, Airbus đã sửa đổi thỏa thuận với ba chính phủ cho vay để tiết kiệm 1,4 tỷ đô la (17%): các điều khoản được cơ cấu lại, để giảm tỷ lệ sản xuất từ 8 chiếc vào năm 2019 xuống 6 chiếc mỗi năm.
Vào ngày 15 tháng 5 năm 2018, trong phán quyết kháng cáo của EU, phán quyết của WTO đã kết luận rằng chương trình  phát triểnA380 đã nhận được khoản trợ cấp không phù hợp thông qua 9 tỷ đô la hỗ trợ phát triển, nhưng Airbus thừa nhận rằng mối đe dọa do A380 gây ra cho Boeing là rất nhỏ với 330 đơn đặt hàng kể từ khi ra mắt năm 2000 rằng bất kỳ biện pháp trừng phạt nào của Hoa Kỳ nên ở mức tối thiểu, vì các phán quyết trước đó cho thấy khoản lỗ của Boeing có thể chỉ ở mức 377 triệu đô la.[31] Năm 2018, đơn giá là 445,6 triệu USD.
Vào tháng 2 năm 2019, chính phủ Đức tiết lộ rằng họ đang tiến hành đàm phán với Airbus về khoản nợ 600 triệu euro. Sau quyết định kết thúc chương trình A380, EU lập luận rằng các khoản trợ cấp có hiệu lực không còn tồn tại và không có biện pháp trừng phạt nào được đưa ra.

### Các giai đoạn thiết kế

Mặt cắt hai tầng của hai dòng máy bay Airbus A380 và Boeing 747

Ngày 19/12/2000, Ban giám sát mới được tái cơ cấu của Airbus đã thống nhất chương trình xây dựng A3XX trị giá 8,8 tỷ euro, đổi tên mẫu máy bay mới là A380, với 50 đơn đặt hàng từ 6 hãng hàng không khách hàng. Thiết kế của A380 là sự thay đổi lớn so với các thành viên còn lại của Airbus, là kết quả của việc phát triển từ mẫu A300 đến A340. Nó đã được lựa chọn bởi vì số 8 giống với mục chéo hai sàn tàu, và là con số may mắn theo quan niệm của một số nước Châu Á, thị trường mục tiêu của A380 . Các tính năng của A380 đã được hoàn thiện vào đầu năm 2001, bộ phận cánh của máy bay được bắt đầu đưa vào sản xuất vào ngày 23/1/2002. Chi phí phát triển của A380 là đã tăng lên đến 11 tỷ euro tính cho đến khi chiếc máy bay đầu tiên được xuất xưởng .

### Thử nghiệm
Chiếc A380 đầu tiên, số MSN001 và đăng ký F-WWOW, đã được công bố tại một buổi lễ ở Toulouse ngày 18 tháng 1 năm 2005. Chuyến bay đầu tiên của nó diễn ra lúc 08:29 UTC (10:29 giờ địa phương) ngày 27 tháng 4 năm 2005. Chiếc máy bay này được trang bị động cơ Trent 900, cất cánh từ Sân bay quốc tế Toulouse Blagnac với một phi hành đoàn gồm 6 phi công thử nghiệm chính do Jacques Rosay điều khiển. Và hạ cánh thành công sau 3 giờ và 54 phút sau thử nghiệm..
Ngày 01 tháng 12 năm 2005, A380 đạt được tốc độ thiết kế tối đa Mach 0,96 (so với tốc độ bay bình thường là Mach 0,85). Ngày 10 tháng 1 năm 2006, A380 đã vượt Đại Tây Dương. Đầu tiên chuyến bay đến Medellín ở Colombia, để kiểm tra hiệu suất động cơ tại một sân bay độ cao lớn. Nó đã bay đến Bắc Mỹ vào ngày 6 tháng 2, hạ cánh tại Iqaluit, Nunavut ở Canada để thử nghiệm trong thời tiết lạnh.
Airbus đã công bố thay đổi thêm 30 kg cho cánh để cung cấp sức mạnh cần thiết sau lượt kiểm tra không thành công hồi đầu năm 2006. Ngày 26 tháng 3 năm 2006, A380 đã trải qua chứng nhận sơ tán ở Hamburg. Với 8 trong số 16 thoát khỏi bị chặn, 853 hành khách và phi hành đoàn 20 người rời máy bay trong 78 giây, ít hơn 90 giây yêu cầu của tiêu chuẩn chứng nhận. 3 ngày sau, A380 đã nhận được phép từ Cơ quan An toàn Hàng không châu Âu (EASA) và Cục Hàng không liên bang Hoa Kỳ(FAA) phê duyệt để thực hiện lên đến 853 hành khách.
Các chuyến bay đầu tiên của A380 sử dụng GP7200, số serial động cơ MSN009 và đăng ký F-WWEA -diễn ra vào ngày 25 tháng 8 năm 2006. Vào ngày 4 tháng 9 năm 2006, lần đầu tiên mang đầy đủ hành khách chuyến bay thử nghiệm đã diễn ra. Chiếc máy bay đã bay từ Toulouse với 474 nhân viên Airbus trên tàu, trong chuyến bay đầu tiên của một loạt các chuyến bay để kiểm tra các cơ sở hành khách và thoải mái. Trong tháng 11 năm 2006 một loạt hơn nữa của các tuyến đường bay đã diễn ra để chứng minh máy bay đã thực hiện được 150 chuyến bay theo điều kiện hoạt động hàng không điển hình.

## Thiết kế

### Tổng quan

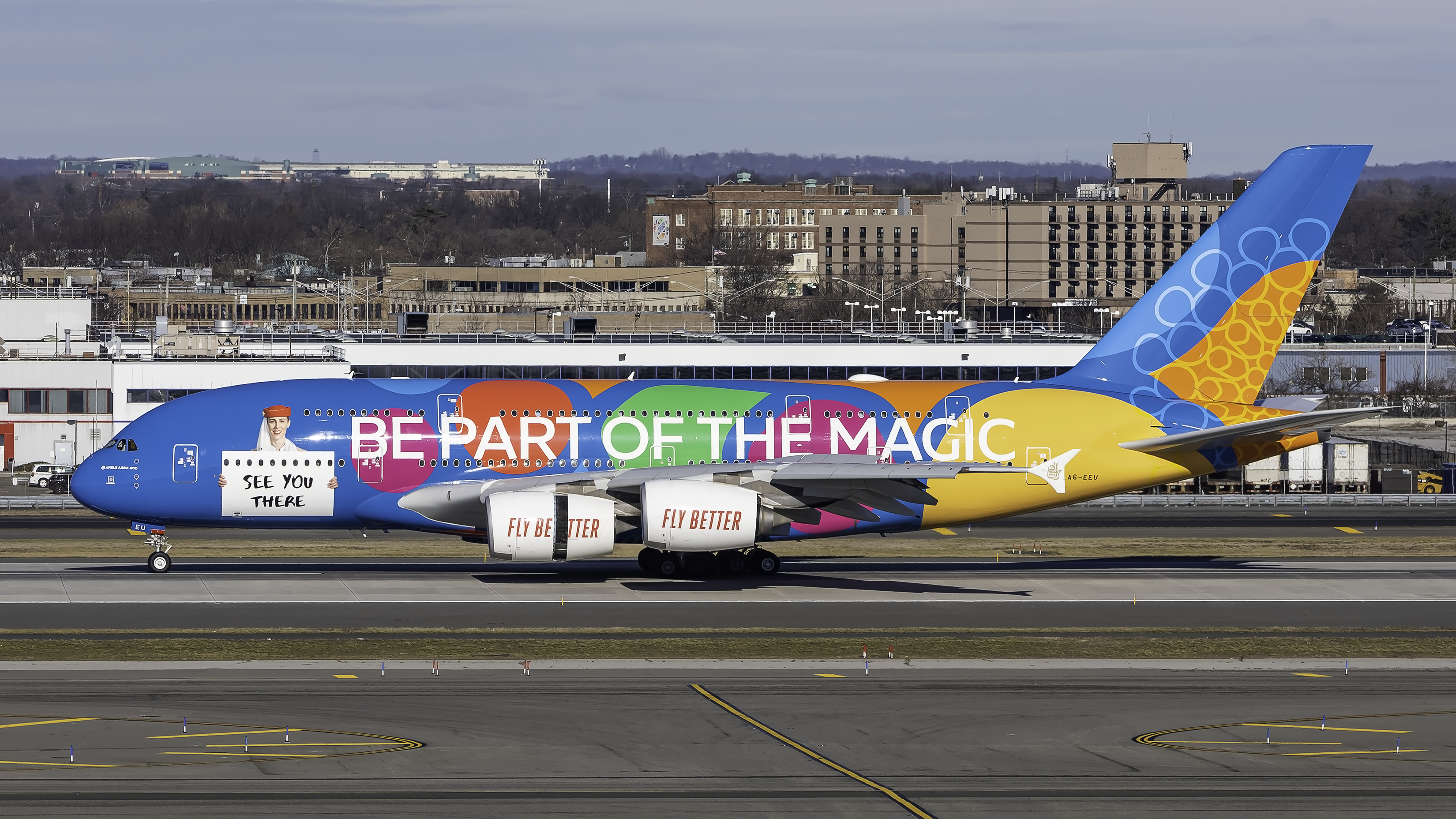
Emirates A380-861 A6-EEU với màu sơn đặc biệt "Destination Dubai"

A380 ban đầu được cung cấp với hai phiên bản: A380-800 và A380F.
Cấu hình ban đầu của A380-800 chở được 555 hành khách trong cấu hình ba hạng hoặc 853 hành khách (538 trên boong chính và 315 trên boong trên) trong cấu hình một hạng phổ thông. Sau đó vào tháng 5 năm 2007, Airbus bắt đầu tiếp thị một cấu hình với ít hơn 30 hành khách (tổng cộng 525 người trong ba hạng)—được đổi lấy phạm vi hoạt động xa hơn 370 km. Phạm vi hoạt động của A380−800 là 15.700 km với khả năng bay thẳng từ Hồng Kông đến New York hoặc từ Sydney đến Istanbul. 

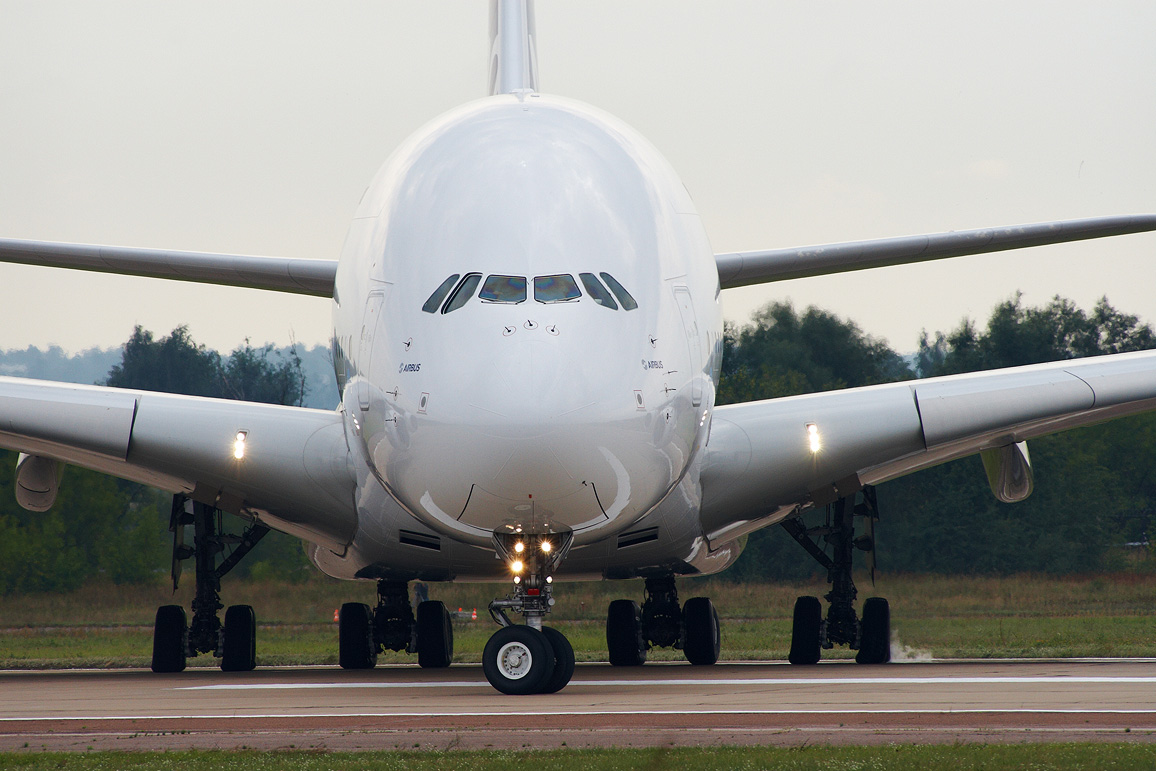
Thân máy bay hình oval đặc trưng.

Phiên bản máy bay vận tải A380F, có khả năng chở 150 tấn (330.000 lb) hàng hóa trong phạm vi 10.400 km. Quá trình phát triển chuyên cơ chở hàng đã bị đình trệ do Airbus ưu tiên phiên bản chở khách và tất cả các đơn đặt hàng cho chuyên cơ vận tải đã bị hủy bỏ.
Các biến thể được đề xuất khác bao gồm một chiếc A380-900 kéo dài – có sức chứa khoảng 656 hành khách (hoặc lên đến 960 hành khách trong cấu hình toàn bộ hạng phổ thông) – và một phiên bản tầm bay mở rộng có cùng sức chứa hành khách như A380-800.

### Động cơ

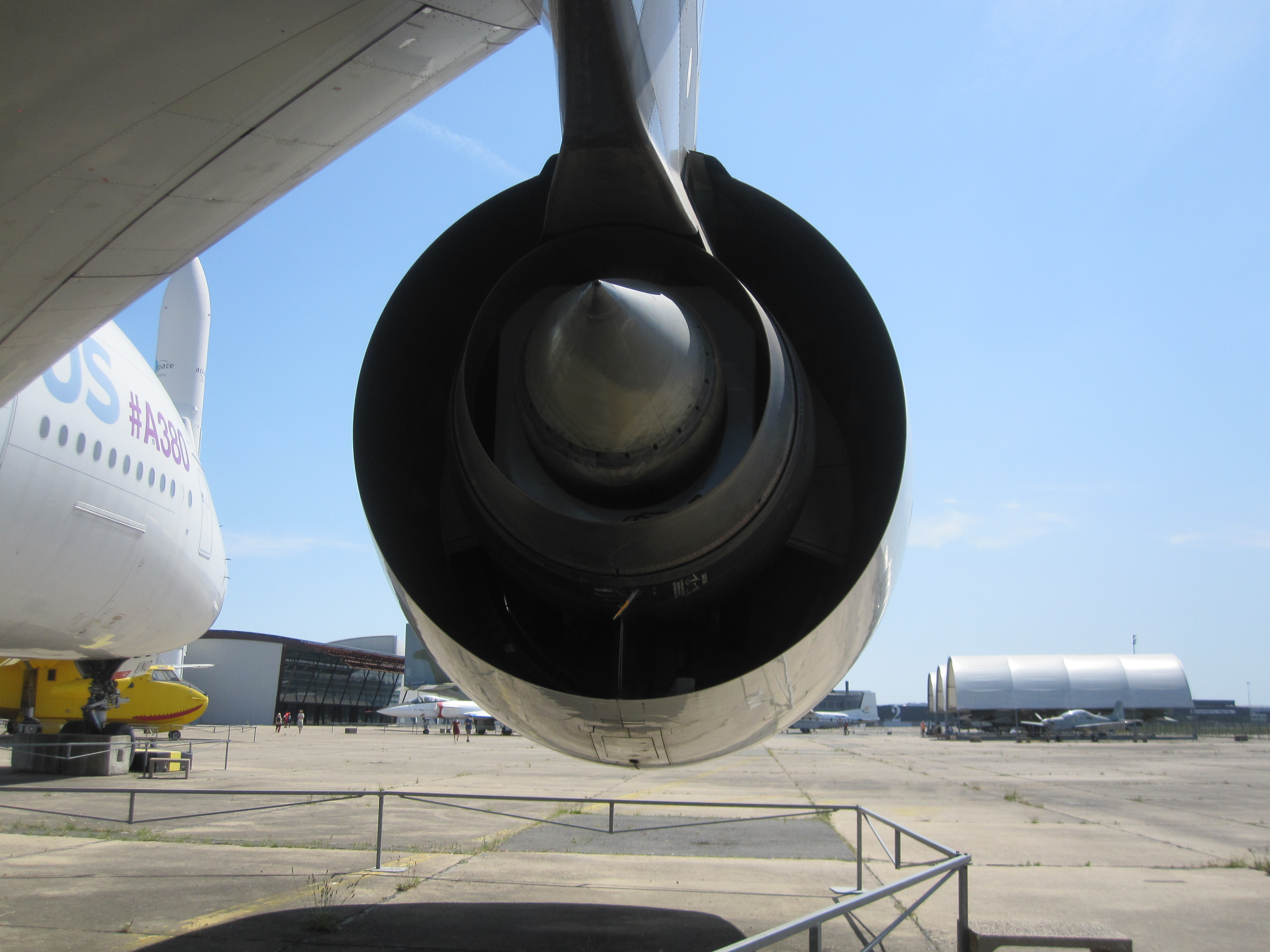
Động cơ của Airbus A380 nhìn từ phía sau

A380 được cung cấp với động cơ phản lực cánh quạt Rolls-Royce Trent 900 (A380-841/-842) hoặc  Alliance GP7000 (A380-861). Trent 900 là sự kết hợp giữa quạt 3 m (118 in) và máy nén IP được điều chỉnh tỷ lệ của 777-200X/300X trình diễn công nghệ Trent 8104 có nguồn gốc từ Trent 800 của Boeing 777 và lõi Trent 500 của Airbus A340-500/600. Công nghệ lõi GP7200 HP có nguồn gốc từ GE90 của GE và các phần LP của nó dựa trên kiến thức chuyên môn của PW4000. Khi ra mắt vào năm 2000, các nhà sản xuất động cơ đã đảm bảo với Airbus rằng họ đang đạt được trình độ công nghệ tốt nhất và chúng sẽ là công nghệ tiên tiến nhất trong thập kỷ tới, nhưng chỉ ba năm sau, Boeing đã tung ra 787 Dreamliner với công nghệ thay đổi cuộc chơi và 10 % nhiên liệu đốt cháy thấp hơn so với thế hệ trước.
Do có động cơ hiện đại và những cải tiến về khí động học, những chiếc A380 của Lufthansa tạo ra tiếng ồn bằng một nửa so với Boeing 747-200 trong khi chở thêm 160 hành khách. Vào năm 2012,  A380 đã nhận được giải thưởng từ Hiệp hội Giảm tiếng ồn.

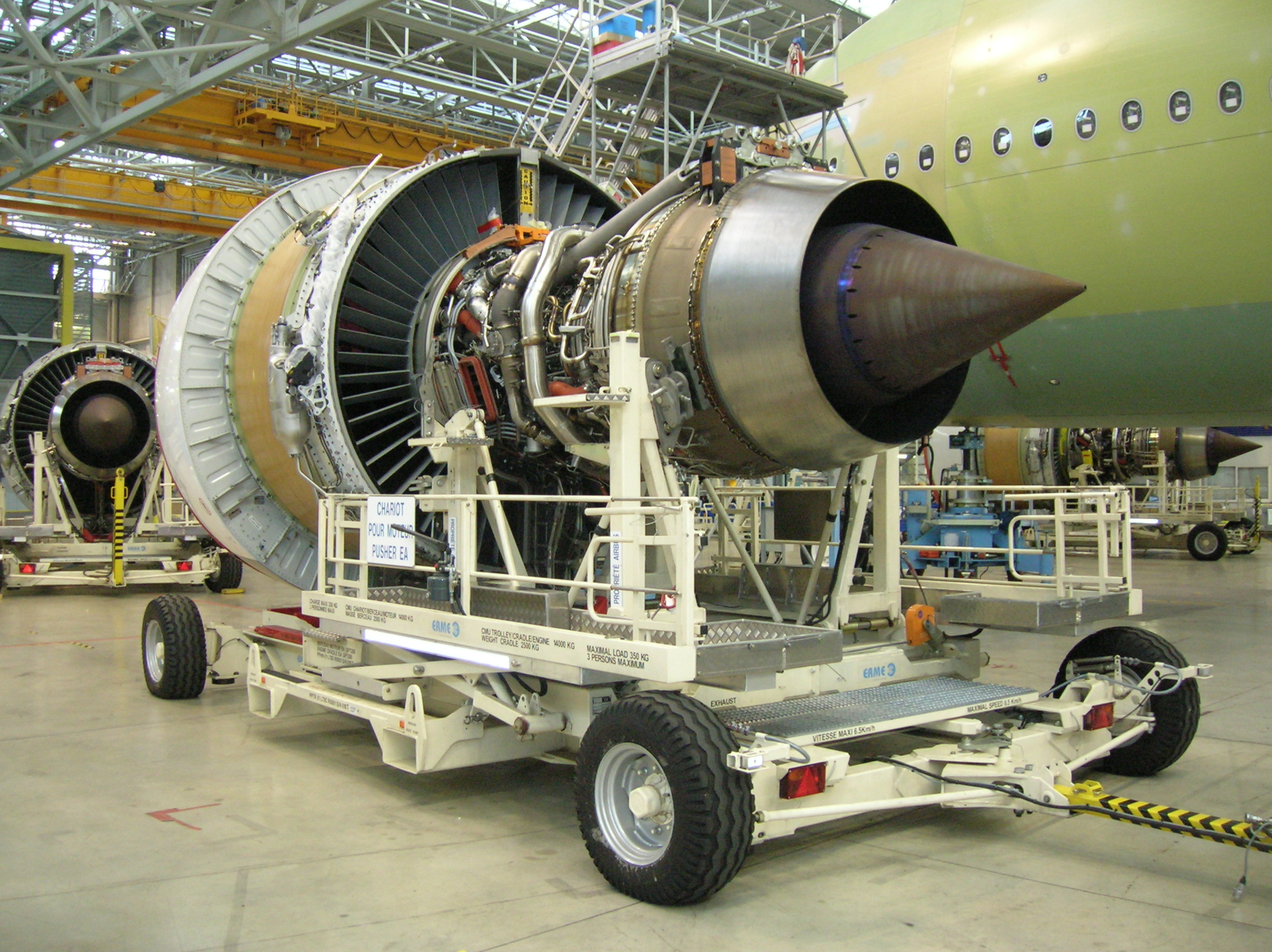
Động cơ Alliance GP7200 đang được lắp vào A380

London Heathrow là điểm đến chính của A380. Máy bay thấp hơn giới hạn tiếng ồn khi khởi hành QC/2 và QC/0,5 khi đến theo hệ thống Đếm hạn ngạch do sân bay thiết lập. Các phép đo tại hiện trường cho thấy phân bổ hạn ngạch tiếp cận cho A380 có thể tốt hơn so với Boeing 747 cũ hơn, nhưng vẫn êm hơn. Rolls-Royce đang hỗ trợ CAA tìm hiểu mức độ tiếng ồn được giám sát tương đối cao của A380/Trent 900. Phí hạ cánh của Heathrow có thành phần tiếng ồn, A380 rẻ hơn khi hạ cánh ở đó so với Boeing 777-200 và 777-300 và nó tiết kiệm được 4.300 đến 5.200 đô la mỗi lần hạ cánh, hoặc 15,3 triệu đô la đến 18,8 triệu đô la theo giá trị hiện tại trong 15 năm. Tokyo Narita có phí tiếng ồn tương tự.

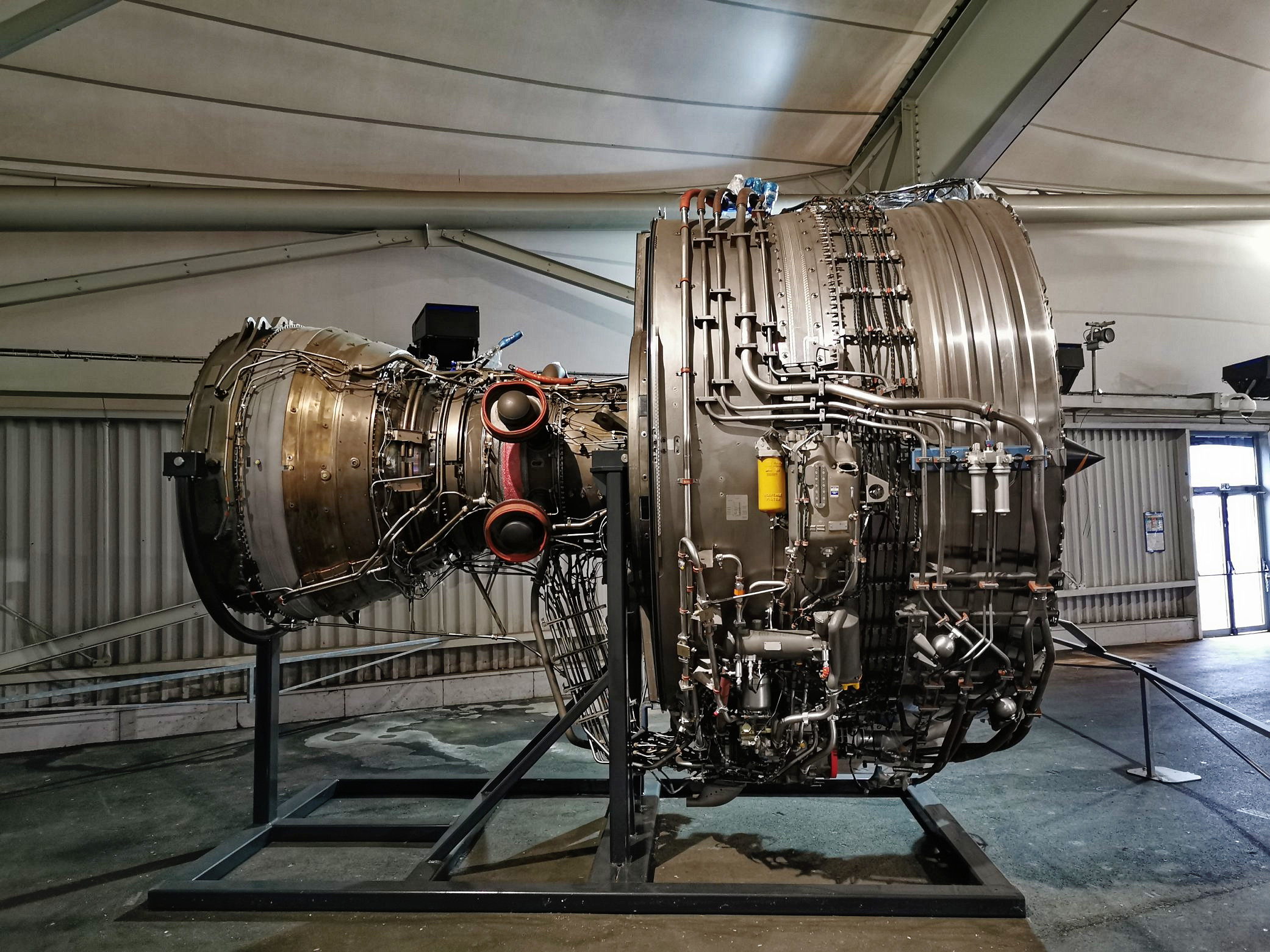
Rolls-Royce Trent 900

Khả năng phanh đủ cho phép bộ đảo chiều lực đẩy chỉ được lắp đặt trên các động cơ bên trong. Các động cơ phía ngoài không có chúng, làm giảm lượng mảnh vụn bị khuấy động trong quá trình hạ cánh. Bộ đảo chiều được kích hoạt bằng điện để tiết kiệm trọng lượng và cho độ tin cậy cao hơn so với các thiết bị tương đương bằng khí nén hoặc thủy lực.

### Cánh

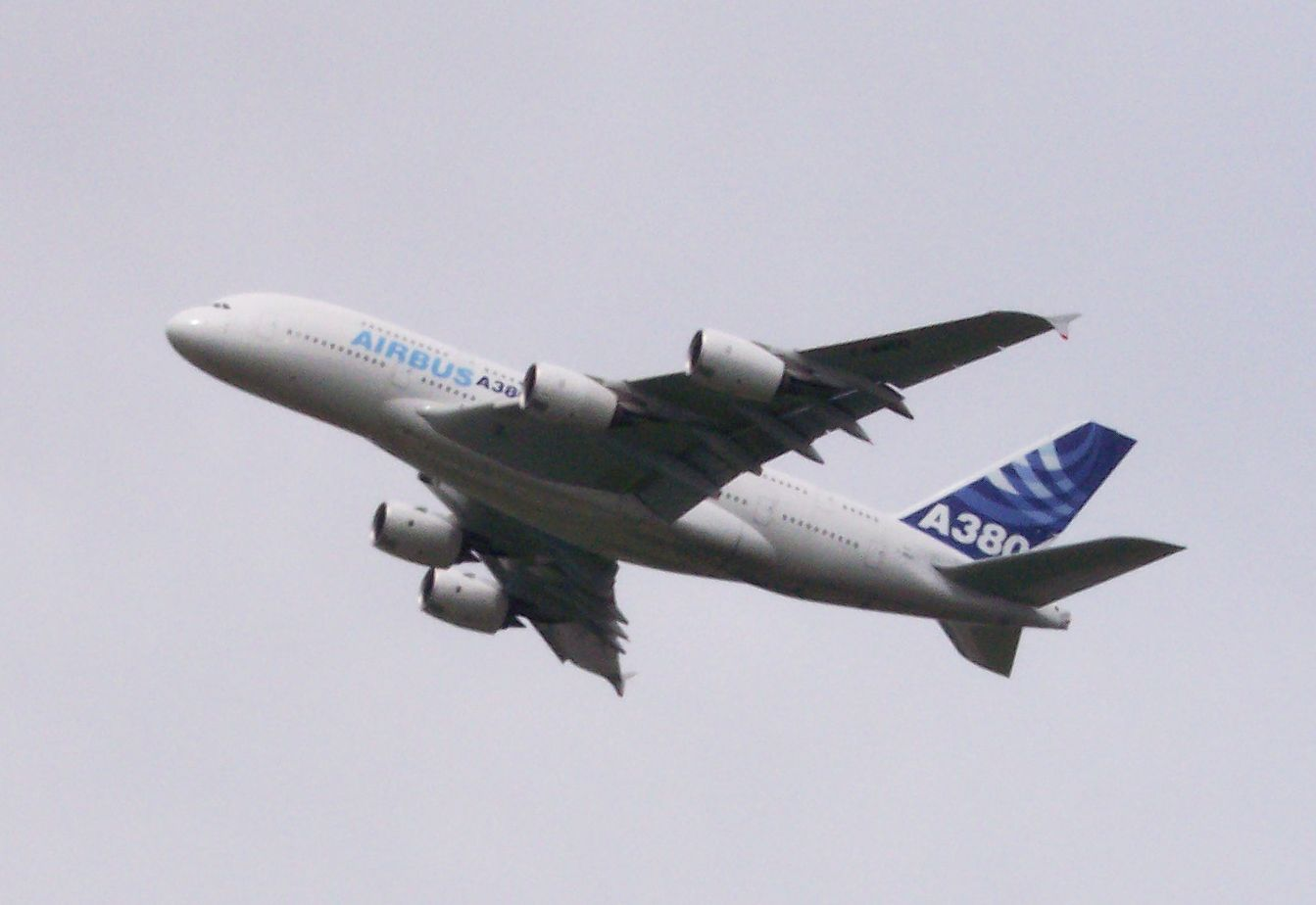
A380 với hệ thống cánh hiện đại giúp nâng cao hiệu quả hoạt động

Các cánh của A380 có kích thước dành cho trọng lượng cất cánh tối đa (MTOW) hơn 650 tấn để phù hợp với các phiên bản tương lai này, mặc dù máy bay vận tải A380F cần phải tăng cường một số chi tiết bên trong. Sải cánh tối ưu cho trọng lượng này là khoảng 90 m (300 ft), nhưng các hạn chế của sân bay đã giới hạn nó ở mức dưới 80 m (260 ft), do đó làm giảm tỷ lệ khung xuống 7,8 từ đó làm giảm hiệu suất nhiên liệu khoảng 10% và làm tăng chi phí vận hành lên vài phần trăm do chi phí nhiên liệu chiếm khoảng 50% chi phí vận hành máy bay đường dài.
Phương pháp thiết kế cánh chung hy sinh hiệu suất nhiên liệu trên mẫu máy bay chở khách A380-800 vì trọng lượng của nó, nhưng Airbus ước tính rằng kích thước và công nghệ tiên tiến của máy bay sẽ mang lại chi phí vận hành trên mỗi hành khách thấp hơn so với 747-400. Các cánh tích hợp hàng rào đầu cánh kéo dài bên trên và bên dưới bề mặt cánh, tương tự như trên A310 và A320. Những điều này làm tăng hiệu quả sử dụng nhiên liệu và phạm vi hoạt động bằng cách giảm lực cản sinh ra. Các hàng rào ở đầu cánh cũng làm giảm sự nhiễu loạn của dòng khí, vốn gây nguy hiểm cho các máy bay đi sau. Cánh của A380 được thiết kế ở Filton và sản xuất ở Broughton, Vương quốc Anh. Sau đó, các cánh được vận chuyển đến cảng Mostyn, nơi chúng được vận chuyển bằng sà lan đến Toulouse, Pháp, để tích hợp và lắp ráp lần cuối với phần còn lại của máy bay và các bộ phận của nó.
Singapore Airlines mô tả tốc độ hạ cánh của A380 là 240–250 km/h là "chậm một cách ấn tượng".

### Nguyên vật liệu
Trong khi hầu hết thân máy bay được làm bằng hợp kim nhôm, vật liệu composite chiếm hơn 20% khung máy bay của A380. Nhựa gia cố sợi carbon, nhựa gia cố sợi thủy tinh và nhựa gia cố sợi thạch anh được sử dụng rộng rãi trong cánh, các phần thân máy bay (chẳng hạn như gầm và phần đuôi của thân máy bay), bề mặt đuôi và cửa. A380 là máy bay thương mại đầu tiên có hộp cánh trung tâm làm bằng nhựa gia cố sợi carbon. Nó cũng là chiếc đầu tiên có mặt cắt cánh có đường viền trơn tru. Cánh của các máy bay chở khách thương mại khác được chia thành nhiều phần. Mặt cắt ngang liên tục chảy này làm giảm lực cản khí động học.
Vật liệu cán mỏng kim loại sợi lai GLARE (epoxy gia cố bằng nhôm cán mỏng thủy tinh) được sử dụng ở thân trên và trên các cạnh đầu của bộ ổn định.[181] Tấm ép nhôm-sợi thủy tinh này nhẹ hơn và có khả năng chống ăn mòn và va đập tốt hơn so với hợp kim nhôm thông thường được sử dụng trong ngành hàng không. Không giống như các vật liệu composite trước đó, GLARE có thể được sửa chữa bằng các kỹ thuật sửa chữa nhôm thông thường.
Các hợp kim nhôm có thể hàn mới hơn được sử dụng trong khung máy bay của A380. Điều này cho phép sử dụng rộng rãi các kỹ thuật sản xuất hàn laser giúp loại bỏ các hàng đinh tán và tạo ra một cấu trúc nhẹ hơn nhưng chắc chắn hơn. Nhôm cường độ cao (loại 7449) được gia cố bằng sợi carbon đã được sử dụng trong các giá đỡ cánh của 120 chiếc A380 đầu tiên để giảm trọng lượng, nhưng các vết nứt đã được phát hiện và các bộ giá đỡ quan trọng hơn sẽ được làm bằng nhôm tiêu chuẩn 7010 , tăng trọng lượng thêm 90 kg (198 lb). Chi phí sửa chữa cho những chiếc máy bay đời trước dự kiến vào khoảng 500 triệu € (629 triệu USD).[186]
Cần tới 3.600 L sơn để phủ 3.100 m2 bên ngoài của một chiếc A380. Lớp sơn dày năm lớp và nặng khoảng 650 kg khi khô.

### Hệ thống điện tử hàng không
A380 sử dụng kiến trúc hệ thống điện tử hàng không mô-đun tích hợp (IMA), lần đầu tiên được sử dụng trong máy bay chiến đấu tiên tiến, chẳng hạn như Lockheed Martin F-22 Raptor, Lockheed Martin F-35 Lightning II, và Dassault Rafale. Các hệ thống IMA chính trên A380 do Tập đoàn Thales phát triển. Được thiết kế và phát triển bởi Airbus, Thales và Diehl Aerospace, bộ IMA lần đầu tiên được sử dụng trên A380. Bộ phần mềm này là một sự đổi mới về công nghệ, với các mô-đun điện toán được nối mạng để hỗ trợ các ứng dụng khác nhau. Mạng dữ liệu sử dụng Ethernet chuyển mạch song công hoàn toàn của Avionics, một triển khai của ARINC 664. Đây là mạng chuyển mạch, song công hoàn toàn, cấu trúc liên kết hình sao và dựa trên Ethernet nhanh 100baseTX. Điều này làm giảm lượng dây cần thiết và giảm thiểu độ trễ.

## Sản xuất
Phần lớn cấu trúc của A380 được chế tạo tại Pháp, Đức, Tây Ban Nha, và Vương quốc Anh. Do kích thước rất lớn nên các bộ phận của A380 được vận chuyển đến lắp ráp tại xưởng của Airbus tại Toulouse, Pháp bằng tàu thủy, mặc dù một số phần được chuyển bằng A300-600ST Beluga, máy bay được sử dụng trong việc xây dựng các mẫu Airbus khác. Các bộ phận của A380 được cung cấp bởi các nhà cung cấp từ khắp nơi trên thế giới; năm nhà cung cấp lơn nhất tính theo giá trị là Rolls-Royce, SAFRAN, United Technologies, General Electric, và Goodrich .
Các phần phía trước và phía sau của thân máy bay được chuyển lên tàu vận tải của Airbus bằng trục lăn, cảng Ville de Bordeaux, tại Hamburg ở miền bắc nước Đức, từ đó họ được chuyển đến Vương quốc Anh . Cánh của máy bay được sản xuất tại Filton ở Bristol và Broughton, miền bắc xứ Wales; được vận chuyển bằng sà lan đến cảng Mostyn và sau đó được chuyển lên các tàu chở hàng. Tại Saint-Nazaire ở phía Tây nước Pháp, các tàu chở những phần thân của máy bay từ Hamburg để lắp ráp lại với nhau. Trong đó bao gồm cả một số bộ phận ở mũi máy bay. Sau đó các bộ phận này được chuyển đến và dỡ xuống cảng Bordeaux. Các tàu này tiếp tục bốc các phần bụng và đuôi của máy bay tại nhà máy Construcciones Aeronáuticas SA tại Cádiz phía Nam của Tây Ban Nha và sau đó lại chuyển về cảng Bordeaux. Từ đó, các bộ phận A380 được vận chuyển bằng sà lan đến Langon và được vận chuyển đến điểm láp ráp cuối cùng tại Toulouse. Các tuyến đường và kênh đào để vận chuyển các bộ phận của A380 đều đã được mở rộng và sửa chữa. Sau khi hoàn thành công đoạn lắp ráp, nó sẽ bay đến sân bay Hamburg Finkenwerder (XFW) để được hoàn thiện và sơn. Mất khoảng 3600 lít sơn để che phủ 3.100 m2 bên ngoài của A380. Năng lực sản xuất A380 là vào khoảng 04 chiếc mỗi tháng.

### Ngừng sản xuất
Vào tháng 2 năm 2019, Airbus tuyên bố sẽ kết thúc sản xuất A380 vào năm 2021, sau khi khách hàng chính của họ, Emirates, đồng ý hủy đơn đặt hàng 39 chiếc máy bay, thay thế bằng 40 chiếc A330-900 và 30 chiếc A350-900.[135] Vào thời điểm thông báo, Airbus có thêm 17 chiếc A380 trong sổ đặt hàng cần hoàn thành trước khi đóng dây chuyền sản xuất – 14 chiếc cho Emirates và 3 chiếc cho All Nippon Airways – nâng tổng số lượng giao hàng dự kiến của loại máy bay này lên 251 chiếc.Airbus sẽ cần hơn 90 triệu đô la lợi nhuận từ việc bán mỗi máy bay để trang trải chi phí phát triển ước tính 25 tỷ đô la của chương trình. Tuy nhiên, mức giá 445 triệu USD của mỗi chiếc máy bay thậm chí không đủ để trang trải chi phí sản xuất, vì vậy với việc Airbus thua lỗ cho mỗi chiếc A380 và với các đơn đặt hàng bốc hơi, việc ngừng sản xuất là hợp lý về mặt kinh tế. Enders đã tuyên bố vào ngày 14 tháng 2 năm 2019, "Nếu bạn có một sản phẩm mà không ai muốn nữa hoặc bạn chỉ có thể bán dưới giá thành sản xuất, thì bạn phải dừng sản phẩm đó lại."
Một lý do khiến A380 không đạt được khả năng thương mại cho Airbus là do sức chứa cực lớn của nó được tối ưu hóa cho hệ thống trục và nan hoa, vốn được Airbus dự đoán là sẽ phát triển mạnh khi chương trình được hình thành. Tuy nhiên, các hãng hàng không đã trải qua quá trình chuyển đổi cơ bản sang hệ thống điểm-điểm, đưa khách hàng đến điểm đến của họ trong một chuyến bay thay vì hai hoặc ba chuyến bay. Quy mô lớn của thiết kế A380 có thể đạt được chi phí rất thấp cho khoảng cách ghế ngồi của hành khách, nhưng hiệu quả trong mô hình trục và nan hoa không thể vượt qua hiệu quả của số chuyến bay cần thiết trong hệ thống hub-hub. Cụ thể, các hãng hàng không có trụ sở tại Hoa Kỳ đã sử dụng chiến lược đa trung tâm, chiến lược này chỉ chứng minh nhu cầu về một số VLA (máy bay rất lớn với hơn 400 chỗ ngồi) như A380 và có quá ít VLA đồng nghĩa với việc họ không thể đạt được hiệu quả kinh tế, việc mở rộng quy mô để dàn trải chi phí cố định khổng lồ của cơ sở hạ tầng hỗ trợ VLA. Do đó, các đơn đặt hàng cho VLAs đã chậm lại vào giữa những năm 2010, do các máy bay phản lực đôi thân rộng thế hệ mới đã cung cấp phạm vi hoạt động tương tự và tiết kiệm nhiên liệu cao hơn, giúp các hãng hàng không linh hoạt hơn với chi phí thấp hơn.
Vào ngày 25 tháng 9 năm 2020, Airbus đã hoàn thành việc lắp ráp thân máy bay A380 cuối cùng. Vẫn còn chín chiếc máy bay được giao (tám chiếc cho Emirates, một chiếc cho All Nippon Airways) và các hoạt động sản xuất vẫn tiếp tục để hoàn thành những chiếc máy bay đó. Vào ngày 17 tháng 3 năm 2021, chiếc Airbus A380 cuối cùng (số sê-ri sản xuất 272) đã thực hiện chuyến bay đầu tiên từ Toulouse đến Hamburg để trang bị cabin, trước khi được giao cho Emirates vào ngày 16 tháng 12 năm 2021.

## Hoạt động
Với biệt danh Superjumbo, chiếc A380 đầu tiên với số hiệu MSN003, được giao cho Singapore Airlines vào ngày 15 tháng 10 năm 2007 và đi vào hoạt động vào ngày 25 tháng 10 năm 2007 với chuyến bay số hiệu SQ380 giữa Singapore và Sydney. Hành khách đã mua ghế trong một cuộc đấu giá từ thiện trực tuyến trả từ $560 đến $100,380. Hai tháng sau, Giám đốc điều hành của Singapore Airlines, Chew Choong Seng, tuyên bố rằng A380 hoạt động tốt hơn so với dự đoán của hãng hàng không hoặc Airbus, đốt cháy ít hơn 20% nhiên liệu trên mỗi dặm ghế so với đội bay 747-400 của hãng. Tim Clark của Emirates tuyên bố rằng A380 có khả năng tiết kiệm nhiên liệu tốt hơn ở tốc độ Mach 0,86 so với 0,83,[95] và độ tin cậy điều phối kỹ thuật của nó là 97%, giống như Singapore Airlines. Airbus cam kết đạt tiêu chuẩn công nghiệp là 98,5%.
Emirates là hãng hàng không thứ hai nhận A380 và bắt đầu dịch vụ giữa Dubai và New York vào tháng 8 năm 2008.Qantas theo sau, với các chuyến bay giữa Melbourne và Los Angeles vào tháng 10 năm 2008. Đến cuối năm 2008, 890.000 hành khách đã bay trên 2.200 chuyến bay.
Hơn nữa, vào tháng 2 năm 2008, A380 trở thành máy bay chở khách đầu tiên bay sử dụng nhiên liệu lỏng tổng hợp. Nhiên liệu được xử lý từ dạng khí sang dạng lỏng (nhiên liệu GTL). Chuyến bay kéo dài 3 giờ, cất cánh từ Filton, Vương quốc Anh và hạ cánh ở Toulouse, Pháp, đây là một bước quan trọng trong việc đánh giá sự phù hợp của nhiên liệu hàng không bền vững.
Tính đến tháng 12 năm 2022, có 237 chiếc máy bay (trong số 251 chiếc đã bàn giao) đang hoạt động với 16 hãng hàng không, trong đó Emirates đang là hãng hàng không sở hữu nhiều A380 lớn nhất với 120 chiếc A380 trong đội bay của mình.

## Máy bay trưng bày
Chiếc A380 thử nghiệm thứ tư (MSN4) đã được tặng cho Bảo tàng Hàng không và Vũ trụ tại Le Bourget vào năm 2017.Sau vài tháng trùng tu, nó đã được trưng bày ở sân bay vào năm 2018, gần với chiếc Boeing 747-100 của bảo tàng, khiến bảo tàng trở thành bảo tàng đầu tiên trên thế giới có thể nhìn thấy cả hai siêu máy bay cùng nhau.
Airbus cũng tặng cùng lúc với A380 MSN4 chiếc A380 thử nghiệm thứ hai (MSN2) đã được tặng cho bảo tàng Aeroscopia tại Sân bay Toulouse-Blagnac, Toulouse, cùng với chiếc Airbus A320 đầu tiên và một chiếc Airbus A340 cũng đã được sử dụng trước cho các chuyến bay thử nghiệm.

## Sự cố và tai nạn
Không có trường hợp tử vong nào và không có tai nạn vỡ thân máy bay với Airbus A380 nào tính đến tháng 8 năm 2023, nhưng có hai sự cố đáng chú ý với Airbus A380.

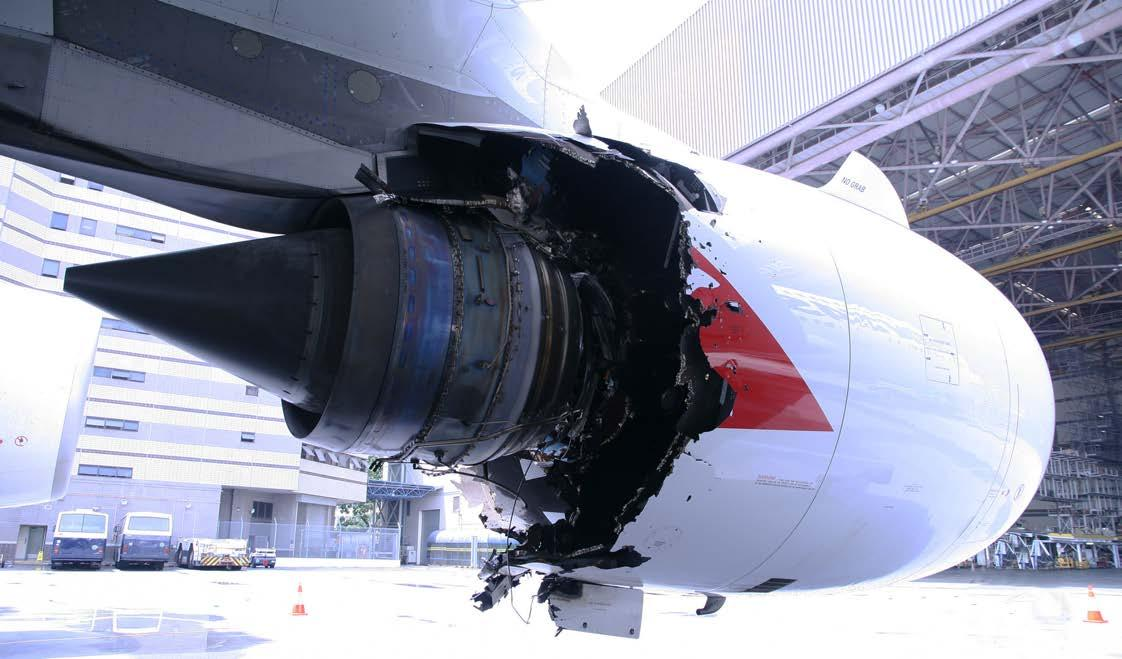
Qantas 32

Vào ngày 4 tháng 11 năm 2010, Chuyến bay 32 của Qantas, trên đường từ Sân bay Changi Singapore đến Sân bay Sydney, đã bị hỏng động cơ không rõ nguyên nhân, dẫn đến một loạt sự cố liên quan và buộc chuyến bay phải hạ cánh khẩn cấp, máy bay trở về Singapore an toàn. Không có thương tích nào đối với hành khách, phi hành đoàn hoặc những người trên mặt đất mặc dù các mảnh vỡ rơi xuống đảo Batam của Indonesia. Chiếc A380 đã bị hư hại đủ để sự kiện được phân loại là một tai nạn. Qantas sau đó đã cho tạm ngưng tất cả các máy bay A380 của mình vào ngày hôm đó do một cuộc điều tra nội bộ được thực hiện cùng với nhà sản xuất động cơ Rolls-Royce. Những chiếc A380 chạy bằng động cơ Engine Alliance GP7000 không bị ảnh hưởng, nhưng những hãng hàng không khai thác những chiếc A380 chạy bằng Rolls-Royce Trent 900 đã bị ảnh hưởng. Các nhà điều tra xác định rằng nguyên nhân dẫn tới sự cố do rò rỉ dầu, do đường ống cung cấp dầu bị lỗi, từ đó dẫn đến cháy động cơ và sau đó là hỏng động cơ không thể kiểm soát được. Chi phí sửa chữa ước tính khoảng 139 triệu đô la Úc (~145 triệu đô la Mỹ). Do các động cơ Rolls-Royce Trent 900 khác cũng gặp vấn đề với sự cố rò rỉ dầu tương tự, Rolls-Royce đã yêu cầu thay nhiều động cơ, bao gồm khoảng một nửa số động cơ trong đội máy bay Qantas A380. Trong quá trình sửa chữa máy bay, người ta đã phát hiện ra các vết nứt trong các bộ phận cấu trúc cánh, điều này cũng dẫn đến việc tất cả các máy bay A380 đều phải kiểm tra bắt buộc và sau đó là thay đổi thiết kế.
Vào ngày 30 tháng 9 năm 2017, Chuyến bay 66 của Air France, một chiếc Airbus A380 chạy bằng động cơ GP7270 của Engine Alliance, đã gặp sự cố động cơ rõ ràng không rõ nguyên nhân khi đang bay từ Sân bay Paris Charles de Gaulle đến Sân bay Quốc tế Los Angeles. Máy bay chuyển hướng an toàn đến CFB Goose Bay, Canada.

## Các đặc điểm
(Loại vận tải 800F bằng chữ nâu)
Các đặc điểm tổng quát
- Phi công: 2

So sánh kích thước của 5 máy bay lớn nhất

- Khả năng chuyên chở: 555 trong 3 cấp hay 853 hành khách 1 cấp, với 66,4 tấn (146.400 lb) hàng hoá trong 38 LD3 hay 13 pallet
  -  152,4 tấn (336.000 lb) hàng hoá (158 t option)
- Động cơ: 4×311 kN (70.000 lbf) turbofan. Hoặc Rolls-Royce Trent 900 hay là Engine Alliance GP7200
  - 4×340 kN (76.500 lbf)

Kích thước
- Dài: 73 m (239 ft 6 in)
- Sải cánh: 79,8 m (261 ft 10 in)
- Cao: 24,1 m (79 ft 1 in)
- Diện tích cánh: 845 m² (9.100 ft²)

Trọng lượng và dung tích nhiên liệu

Cách sắp xếp trên máy bay A380-800 với cấu hình 519 ghế (331 ghế dưới, 188 ghế trên)

- Trọng lượng lúc trống: 276.800 kg (610.200 lb)
- Nhiên Liệu: 253.983 kg (559 937 lb)
- Trọng lượng tối đa lúc cất cánh: 560.000 kg (1.235.000 lb)
  - 590.000 kg (1.300.000 lb)
- Khả năng chở tối đa: 185,000 lb (84.000 Kg)
  -  310.000 l (352.000 l option)

Vận hành
- Tốc độ bay bình thường: 0.85 Mach (khoảng 1050 km/h, 647 mph, 562 kt)
- Tốc độ bay tối đa: 0,89 Mach
- Tầm xa: 16.000 km (8.000 nmi)
  -  10.400 km (5.600 nmi)
- Độ cao phục vụ: 13.100 m (43.000 ft)

## Các biến thể không được sản xuất

### Airbus A380 Freighter
A380F là một biến thể chở hàng của A380 với chữ "F" viết tắt của Freighter được thêm vào đã được đề xuất nhưng bị hoãn lại sau năm 2005 và không bao giờ được chế tạo.
Airbus đã cung cấp một biến thể máy bay chở hàng, được gọi là A380F, kể từ ít nhất là tháng 6 năm 2005, có khả năng vận chuyển trọng tải tối đa 150 tấn trong phạm vi 10.400 km.Nó sẽ có tải trọng tốt hơn 7% và tầm hoạt động tốt hơn so với Boeing 747-8F, nhưng chi phí chuyến đi cũng cao hơn. Ngoại trừ chiếc Antonov An-225 Mriya, A380F sẽ có tải trọng lớn nhất so với bất kỳ máy bay chở hàng nào khác
Việc sản xuất bị đình chỉ cho đến khi dây chuyền sản xuất A380 ổn định, dự án bị ngừng lại vô thời hạn dù A380F vẫn được hiển thị trên trang web của Airbus cho đến tháng 1 năm 2013.
Airbus đã được cấp bằng sáng chế cho phiên bản "combi" ( kết hợp ), đây là phiên bản này sẽ mang lại sự linh hoạt trong việc chở cả hành khách và hàng hóa, cùng với khả năng cấu hình lại nhanh chóng để mở rộng hoặc thu hẹp khu vực chở hàng và khu vực hành khách khi cần thiết.

### A380 kéo dài, A380-900
Khi ra mắt vào tháng 12 năm 2000, một chiếc A380-200 có 656 chỗ ngồi đã được đề xuất như một biến thể của phiên bản cơ sở 555 chỗ ngồi, được gọi là A380 Stretch.
Vào tháng 11 năm 2007, John Leahy, giám đốc kinh doanh và giám đốc điều hành hàng đầu của Airbus, đã xác nhận kế hoạch cho một biến thể mở rộng khác là A380-900 với nhiều chỗ ngồi hơn A380-800. Máy bay A380-900 sẽ có sức chứa 650 hành khách ở cấu hình tiêu chuẩn và khoảng 900 hành khách ở cấu hình chỉ hạng phổ thông. Các hãng hàng không bày tỏ sự quan tâm đến A380-900 bao gồm Emirates, Virgin Atlantic, Cathay Pacific, Air France, KLM, Lufthansa, Kingfisher Airlines, và công ty cho thuê ILFC. Vào tháng 5 năm 2010, Airbus thông báo rằng việc phát triển A380-900 sẽ bị hoãn lại cho đến khi việc sản xuất A380-800 ổn định.
Vào ngày 11 tháng 12 năm 2014, tại diễn đàn Airbus Investor Day hàng năm, Giám đốc điều hành Airbus Fabrice Bregier đã tuyên bố gây tranh cãi: "Một ngày nào đó chúng tôi sẽ ra mắt một chiếc A380neo và một ngày nào đó sẽ ra mắt một chiếc A380 kéo dài". Tuyên bố này được đưa ra sau suy đoán của Giám đốc tài chính Harald Wilhelm của Airbus rằng Airbus có thể loại bỏ A380 trước thời hạn do nhu cầu giảm.
Vào ngày 15 tháng 6 năm 2015, John Leahy, giám đốc điều hành khách hàng của Airbus, tuyên bố rằng Airbus đang xem xét lại chương trình A380-900. Ý tưởng mới nhất của Airbus sẽ là một dòng máy bay A380-800 cung cấp thêm 50 chỗ ngồi chứ không phải 100 chỗ ngồi như dự kiến ban đầu.

### A380neo
Vào ngày 15 tháng 6 năm 2015, Reuters báo cáo rằng Airbus đang thảo luận về một phiên bản cải tiến và kéo dài của A380 với ít nhất sáu khách hàng với tên gọi là A380neo sẽ được trang bị động cơ mới và sẽ chứa thêm 50 hành khách. Việc giao hàng cho khách hàng đã được lên kế hoạch vào khoảng năm 2020 hoặc 2021. Vào ngày 19 tháng 7 năm 2015, Giám đốc điều hành Airbus Fabrice Brégier tuyên bố rằng công ty sẽ chế tạo một phiên bản mới của A380 có cánh cải tiến mới và động cơ mới.Suy đoán về sự phát triển của cái gọi là A380neo ("neo" cho "New Engine Option") đã diễn ra trong vài tháng sau thông cáo báo chí trước đó vào năm 2014, và vào năm 2015, công ty đang xem xét liệu có nên ngừng sản xuất hay không của các phiên bản cũ trước năm 2018 hoặc phát triển một biến thể A380 mới. Sau đó, có thông tin tiết lộ rằng Airbus đang xem xét cả khả năng sản xuất một chiếc A380 dài hơn với dòng A380-900 đã được lên kế hoạch trước đó và một phiên bản động cơ mới, tức là A380neo. Brégier cũng tiết lộ rằng biến thể mới sẽ sẵn sàng đi vào hoạt động vào năm 2020.Động cơ rất có thể sẽ là một trong nhiều tùy chọn hoàn toàn mới của Rolls-Royce, từ các dẫn xuất của XWB-84/97 của A350 cho đến dự án Advance trong tương lai sẽ ra mắt vào khoảng năm 2020.
Vào ngày 3 tháng 6 năm 2016, Chủ tịch Emirates Tim Clark tuyên bố rằng các cuộc đàm phán giữa Emirates và Airbus về A380neo đã thất bại. Vào ngày 12 tháng 6 năm 2017, Fabrice Brégier xác nhận rằng Airbus sẽ không tung ra chiếc A380neo. Tuy nhiên, Brégier tuyên bố điều đó sẽ không ngăn Airbus xem xét những gì có thể làm để cải thiện hiệu suất của máy bay. Một trong những đề xuất đó là mở rộng sải cánh 32 ft (9,8 m) để giảm lực cản và tăng hiệu suất nhiên liệu lên 4%.

### A380plus

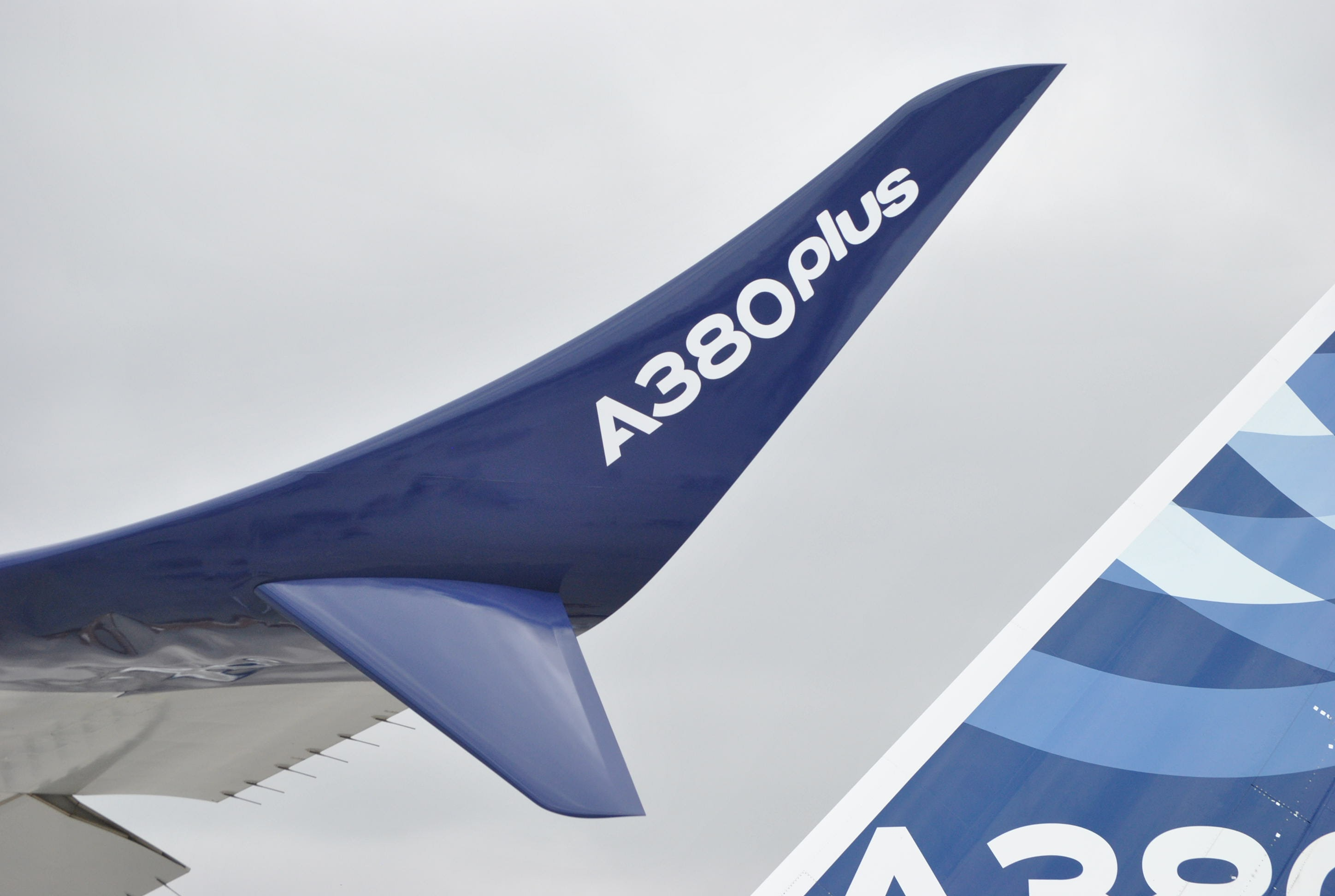
Cánh nhỏ (mô hình) trên A380plus tại triển lãm hàng không Paris 2017

Tại Triển lãm hàng không Paris tháng 6 năm 2017, Airbus đã đề xuất một biến thể nâng cấp, được gọi là A380plus, với chi phí mỗi ghế thấp hơn 13%, có thêm tới 80 ghế thông qua việc sử dụng không gian cabin tốt hơn, cánh tà được cải tiến cánh cho phép tiết kiệm 4% nhiên liệu. Trọng lượng cất cánh tối đa của A380plus sẽ tăng thêm 3 tấn lên 578 tấn, cho phép nó chở nhiều hành khách hơn trên cùng phạm vi 15.200 km hoặc tăng phạm vi thêm 560 km.
Hệ thống giải trí trên chuyến bay, hệ thống quản lý chuyến bay và máy bơm nhiên liệu sẽ tương tự với chiếc A350 nhằm giảm trọng lượng và cải thiện độ tin cậy cũng như tiết kiệm nhiên liệu. Kiểm tra sơ bộ đối với A380plus sẽ được yêu cầu sau 1.000 giờ thay vì 750 giờ và thời gian ngừng hoạt động của kiểm tra nặng sẽ giảm xuống để duy trì hoạt động của máy bay thêm sáu ngày mỗi năm.

## Đặt hàng và giao hàng

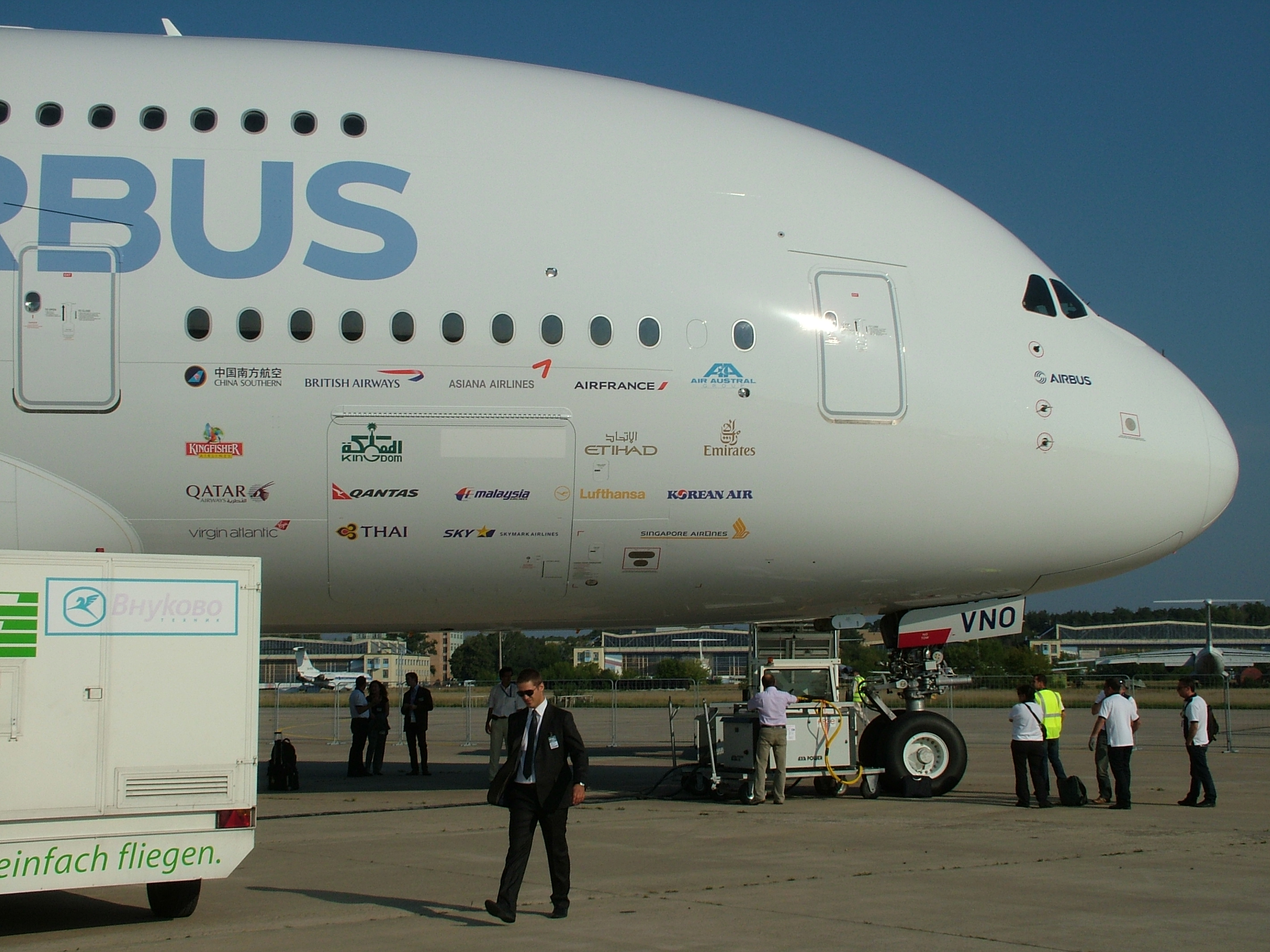
Logo của hãng hàng không khách hàng trên thân máy bay A380 tại MAKS - một triển lãm hàng không vào năm 2011

Mười bốn khách hàng đã đặt hàng và nhận máy bay A380 tính đến tháng 4 năm 2019. Tổng số đơn đặt hàng cho A380 là 251 tính đến tháng 11 năm 2019. Khách hàng lớn nhất là Emirates, hãng đã cam kết đặt hàng tổng cộng 123 chiếc A380 kể từ ngày 14 tháng 2 năm 2019. Có một hãng hàng không từng sử dụng A380 là hifly Malta nhưng không được liệt Vào danh sách này .Một đơn đặt hàng VIP đã được thực hiện vào năm 2007 nhưng sau đó bị Airbus hủy bỏ.[366] Phiên bản A380F đã thu hút được 27 đơn đặt hàng, trước khi chúng bị hủy bỏ hoặc chuyển đổi thành A380-800 sau khi sản xuất bị đình trệ và chương trình A380 phiên bản vận tải hàng hóa bị đình chỉ sau đó.
Việc giao hàng diễn ra tại Hamburg cho khách hàng từ Châu Âu và Trung Đông trong khi các khách hàng còn lại được giao máy bay ở Toulouse. EADS giải thích rằng việc giao hàng trong năm 2013 tạm thời bị chậm lại để phù hợp với việc thay thế các giá đỡ sườn cánh nơi các vết nứt đã được phát hiện trước đó trong hạm đội hiện có.
Vào năm 2013, với kỳ vọng tăng số lượng đơn đặt hàng, Airbus đã công bố "chiết khấu hấp dẫn" cho các hãng hàng không đặt đơn hàng số lượng lớn cho A380. Ngay sau đó, tại Triển lãm hàng không Dubai tháng 11 năm 2013, nơi Emirates đặt hàng 150 chiếc 777X và Etihad Airways đã đặt hàng 50 máy bay, tổng trị giá 20 tỷ USD.
Vào cuối tháng 7 năm 2014, Airbus thông báo rằng họ đã chấm dứt 5 đơn đặt hàng A380 từ hãng hàng không giá rẻ Nhật Bản, Skymark Airlines, với lý do lo ngại về hiệu quả tài chính của hãng.Năm 2016, hãng hàng không lớn nhất Nhật Bản, All Nippon Airways (ANA), đã tiếp nhận ba trong số các đơn đặt hàng và hai đơn hàng còn lại đã được sản xuất và đưa vào kho lưu trữ dài hạn đã được khách hàng chính, Emirates Airlines, tiếp nhận sau đó. Qantas đã lên kế hoạch đặt mua thêm tám máy bay nhưng đã đóng băng đơn đặt hàng trong khi hãng hàng không cơ cấu lại hoạt động của mình. Qantas cuối cùng đã hủy đơn đặt hàng vào tháng 2 năm 2019 trong bối cảnh nghi ngờ về tương lai của A380.
Amedeo, một công ty cho thuê máy bay đã đặt hàng 20 chiếc A380, đã không tìm được khách hàng cho chiếc máy bay này và cuối cùng đã hủy đơn đặt hàng của họ vào năm 2019. Virgin Atlantic cũng đã đặt hàng sáu chiếc A380 vào năm 2001 nhưng không nhận hàng và sau đó đã hủy chúng vào năm 2018.
Vào tháng 6 năm 2017, Emirates có 48 đơn đặt hàng chưa thanh toán, nhưng do thiếu chỗ ở Sân bay Dubai, hãng đã hoãn 12 lần giao hàng trong một năm và sẽ không nhận bất kỳ đơn hàng nào trong năm 2019–20 trước khi thay thế các máy bay chở khách từ năm 2021. Có các vị trí sản xuất trong 2019 và Airbus đã giảm tỷ lệ sản xuất trong năm 2017–2018 ở mức 12 mỗi năm. Công việc tồn đọng thực tế nhỏ hơn nhiều so với con số 107 chính thức với 47 đơn đặt hàng không chắc chắn: 20 cam kết dành cho Amedeo, công ty cho thuê chuyên về A380 cam kết chỉ sản xuất khi máy bay được đặt, 8 cam kết dành cho Qantas muốn duy trì đội bay của mình ở mức 12, 6 cam kết dành cho Virgin Atlantic không muốn chúng nữa và ba chiếc Transaero cũ cho phương tiện tài chính Air Accord.
Tại buổi lễ giao hàng thứ 100, Giám đốc điều hành của Emirates, ông Ahmed bin Saeed Al Maktoum, đã hy vọng sẽ đặt hàng những chiếc A380 mới tại Triển lãm Hàng không Dubai vào tháng 11 năm 2017. Emirates không cần cầu thang phía trước nhỏ và nền kinh tế mười một ngang bằng của khái niệm A380plus, nhưng muốn Airbus cam kết tiếp tục sản xuất trong ít nhất 10 năm.Vào ngày 18 tháng 1 năm 2018, Airbus đã nhận được một thỏa thuận sơ bộ từ Emirates cho tối đa 36 chiếc A380, sẽ được giao từ năm 2020, trị giá 16 tỷ USD theo giá niêm yết. Hợp đồng được ký vào tháng 2 năm 2018, bao gồm một đơn đặt hàng cố định cho 20 chiếc A380 và các tùy chọn cho 16 chiếc nữa.

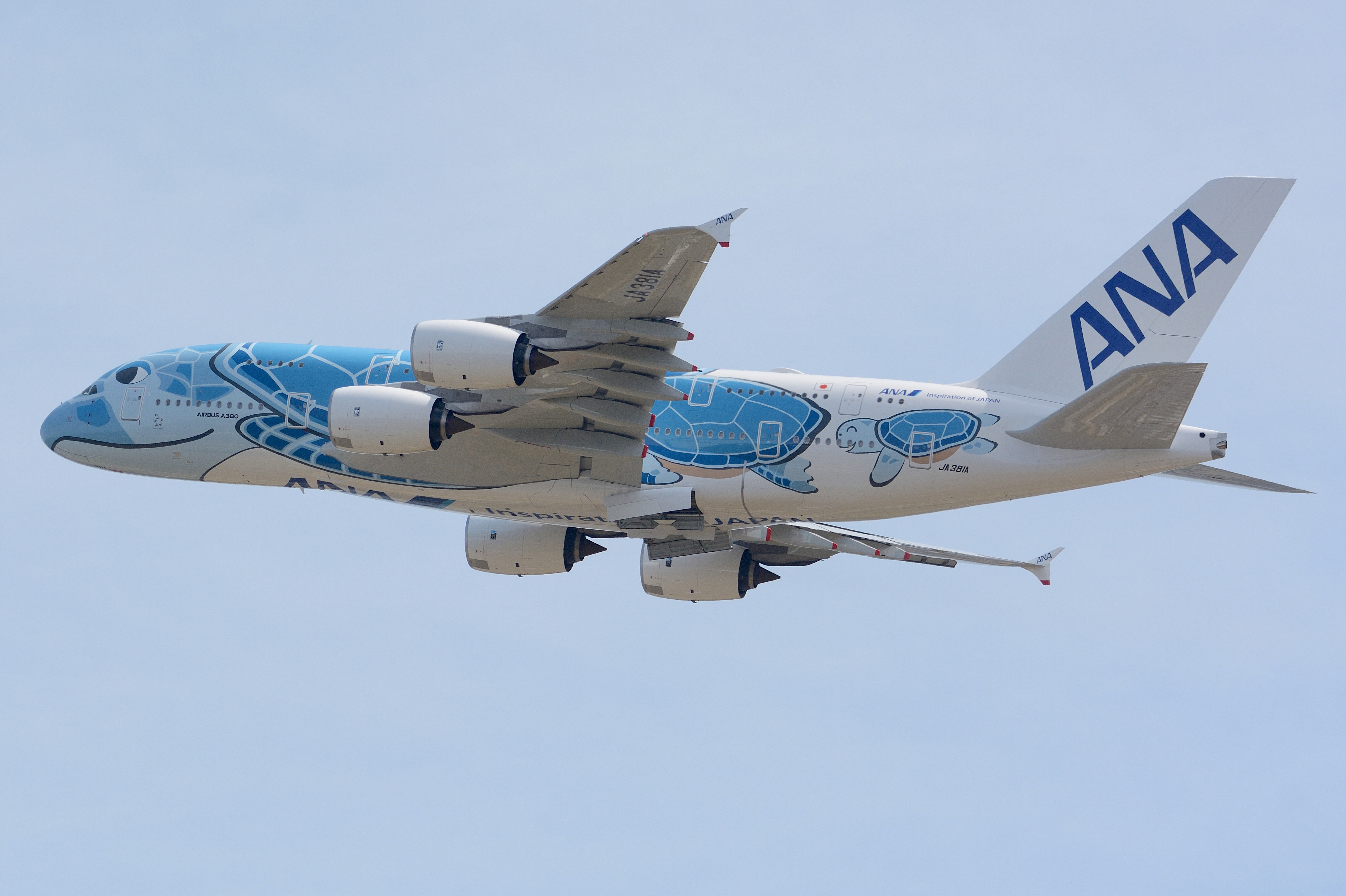
Một trong ba chiếc A380 của ANA với màu sơn "Flying Honu"

Đầu năm 2019, Airbus xác nhận đang thảo luận với Emirates về hợp đồng A380. Nếu khách hàng ổn định duy nhất của A380 loại bỏ loại này, Airbus có thể ngừng sản xuất siêu máy bay này. Emirates mâu thuẫn với Rolls-Royce về sự thiếu hụt trong việc tiết kiệm nhiên liệu từ những chiếc Trent 900 và có thể chuyển đơn đặt hàng 36 chiếc A380 sang chiếc A350 nhỏ hơn. A350 cũng có thể thay thế đơn đặt hàng tạm thời cho 40 chiếc Boeing 787-10, được đặt vào năm 2017, vì lợi nhuận động cơ trên 787 không đủ cho thời tiết nóng ở Dubai.
Vào ngày 14 tháng 2 năm 2019, Emirates đã quyết định hủy đơn đặt hàng 39 máy bay, chọn thay thế chúng bằng các máy bay A350 và A330neos. Airbus tuyên bố rằng việc hủy bỏ này sẽ khiến việc sản xuất A380 chấm dứt khi các đơn đặt hàng chưa thực hiện cuối cùng được giao vào năm 2021.
Vào ngày 21 tháng 3 năm 2019, All Nippon Airways đã nhận được chiếc A380 đầu tiên trong số ba chiếc A380 được sơn theo màu da Rùa biển. Được gọi là ANA Blue, chiếc A380 này sẽ được sử dụng cho 3 chuyến bay mỗi tuần, đi từ Tokyo đến Honolulu và ngược lại.

Vào tháng 10 năm 2021, Emirates thông báo họ sẽ nhận được ba chiếc A380 cuối cùng sẽ được giao cùng với chiếc máy bay cuối cùng vào tháng 12 năm 2021, kết thúc việc sản xuất A380.

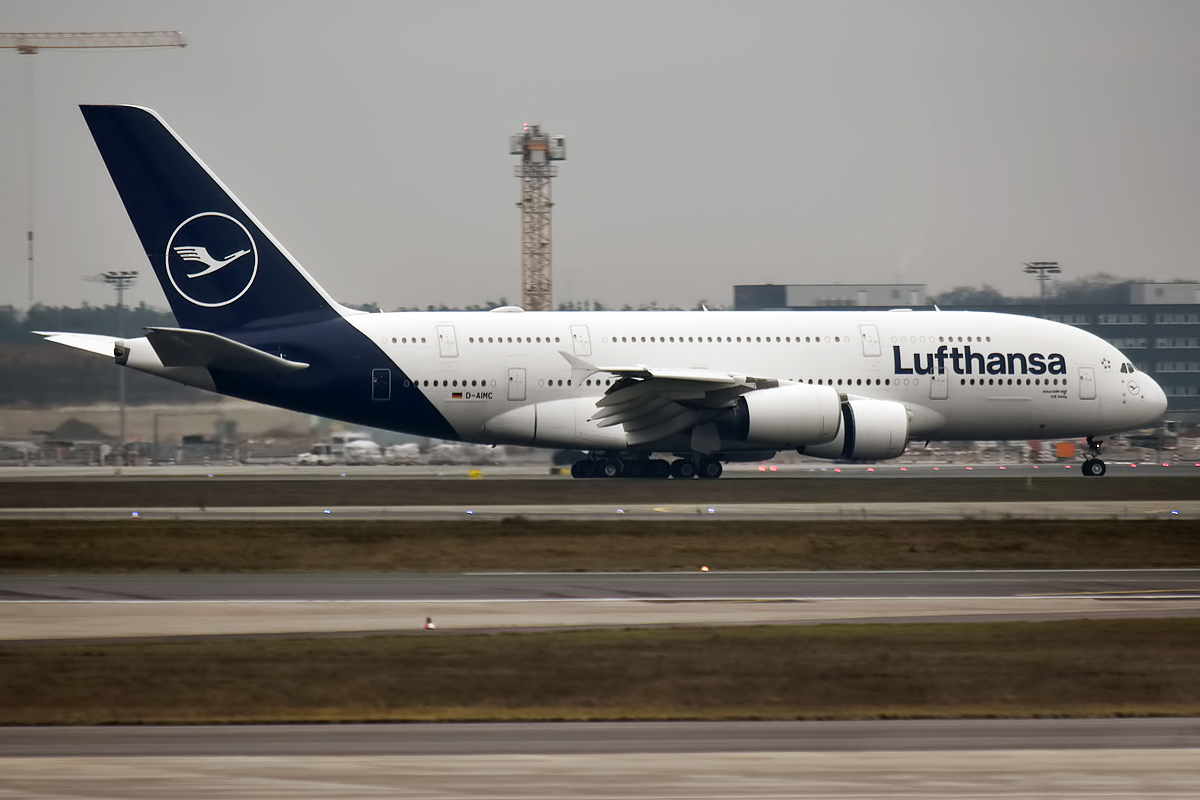
Airbus A380 của Lufthansa

| Hãng hàng không            | Năm đưa vào sử dụng | Phiên bản | Phiên bản | Động cơ | Động cơ |
| Hãng hàng không            | Năm đưa vào sử dụng | A380-800  | A380-800F | EA      | RR      |
| -------------------------- | ------------------- | --------- | --------- | ------- | ------- |
| Air France                 | 2009                | 10        |           | *       |         |
| All Nippon Airways         | 2019                | 3         |           |         | *       |
| Asiana Airlines            | 2014                | 6         |           |         | *       |
| British Airways            | 2013                | 12        |           |         | *       |
| China Southern Airlines    | 2011                | 5         |           |         | *       |
| Emirates                   | 2008                | 123       |           | 90      | 33      |
| Etihad Airways             | 2014                | 10        |           | *       |         |
| Korean Air                 | 2011                | 10        |           | *       |         |
| Lufthansa                  | 2010                | 14        |           |         | *       |
| Malaysia Airlines          | 2012                | 6         |           |         | *       |
| Qantas                     | 2008                | 12        |           |         | *       |
| Qatar Airways              | 2014                | 10        |           | *       |         |
| Singapore Airlines         | 2007                | 24        |           |         | *       |
| Thai Airways International | 2012                | 6         |           |         | *       |
| Tổng cộng                  | Tổng cộng           | 251       |           | 90      | 33      |